# Mörttjärnen (Norsjö socken, Västerbotten, 722527-167811)
Mörttjärnen är en sjö i Norsjö kommun i Västerbotten och ingår i Skellefteälvens huvudavrinningsområde.